# M3 Lee
Xe tăng M3 là một chiếc xe tăng hạng trung của Mỹ đã sử dụng trong chiến tranh thế giới thứ II. Tại Anh, xe tăng được gọi bằng hai cái tên dựa trên kết cấu tháp pháo. Loại xe tăng sử dụng tháp pháo ban đầu của Hoa Kỳ được gọi là "Lee", được đặt tên theo tướng Robert E. Lee của phe Liên minh miền Nam Hoa Kỳ trong Nội chiến Hoa Kỳ. Biến thể sử dụng tháp pháo của Anh được gọi là "Grant", được đặt tên theo tướng Mỹ Ulysses S. Grant.
Thiết kế bắt đầu vào tháng 7 năm 1940, và các chiếc M3 đầu tiên vào hoạt động vào cuối năm 1941. Quân đội Mỹ cần một chiếc xe tăng tốt và cùng với nhu cầu của Vương quốc Anh cho 3.650 xe tăng hạng trung ngay lập tức, Lee bắt đầu sản xuất cuối năm 1940.M3 là cũng vũ trang và bọc thép trong giai đoạn này, nhưng do lỗi trong thiết kế (hình dáng to lớn, pháo chính được gắn bên sườn xe, tốc độ chạy trên các địa hình khác dưới mức trung bình) là không thỏa đáng và đã được rút khỏi nhiệm vụ tiền tuyến càng sớm càng tốt và M4 Sherman đã được dùng để thay thế với số lượng lớn.

## Lịch sử

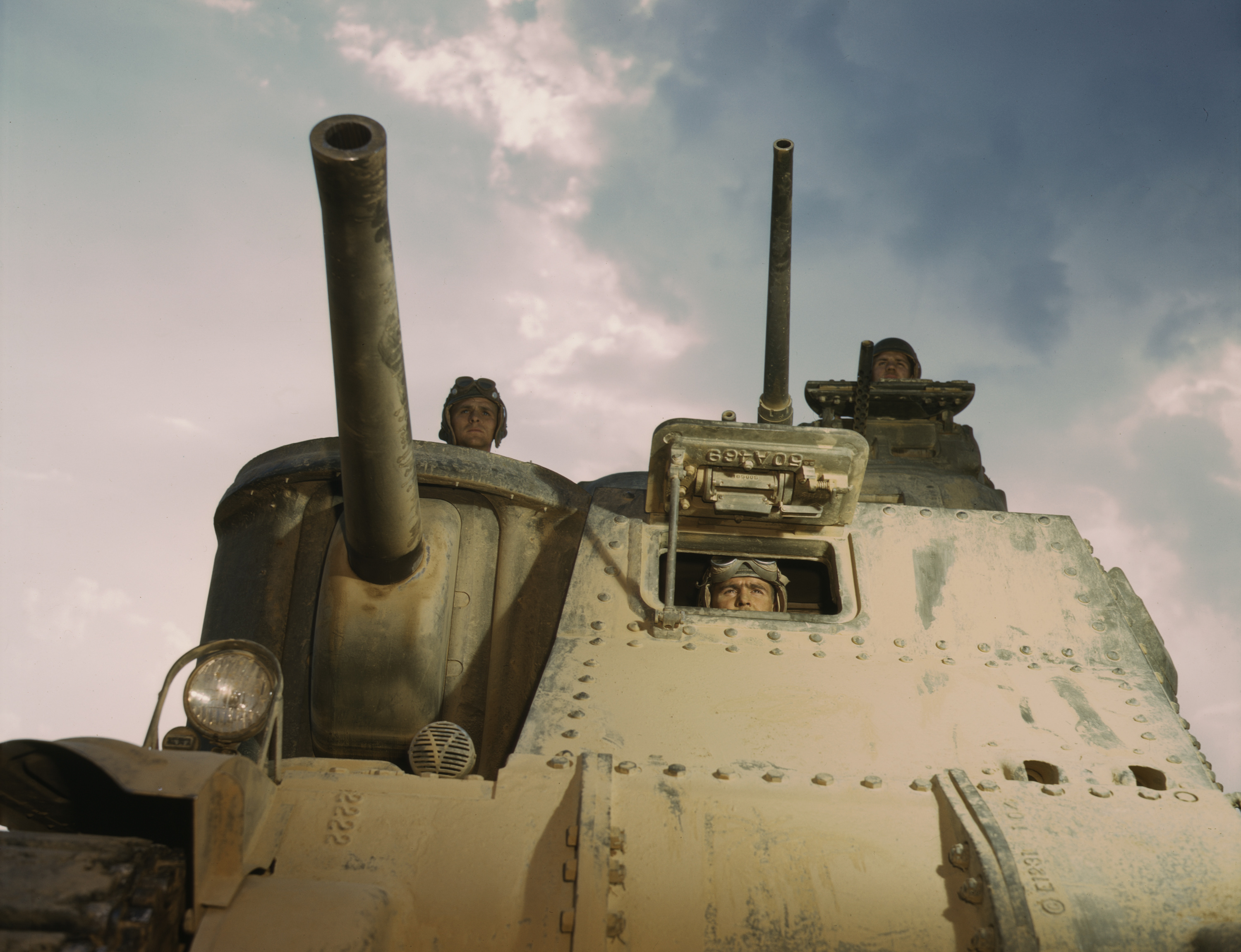
M3 nhìn từ mặt trước

Năm 1939, quân đội Mỹ sở hữu khoảng 400 xe tăng, chủ yếu là xe tăng hạng nhẹ M2, với chưa tới 100 chiếc xe tăng hạng trung M2. Mỹ đã tài trợ nghèo nàn để phát triển xe tăng trong những năm giữa hai cuộc chiến, và không có cơ sở hạ tầng cho ít kinh nghiệm sản xuất, thiết kế, và học thuyết để hướng dẫn các nỗ lực thiết kế.

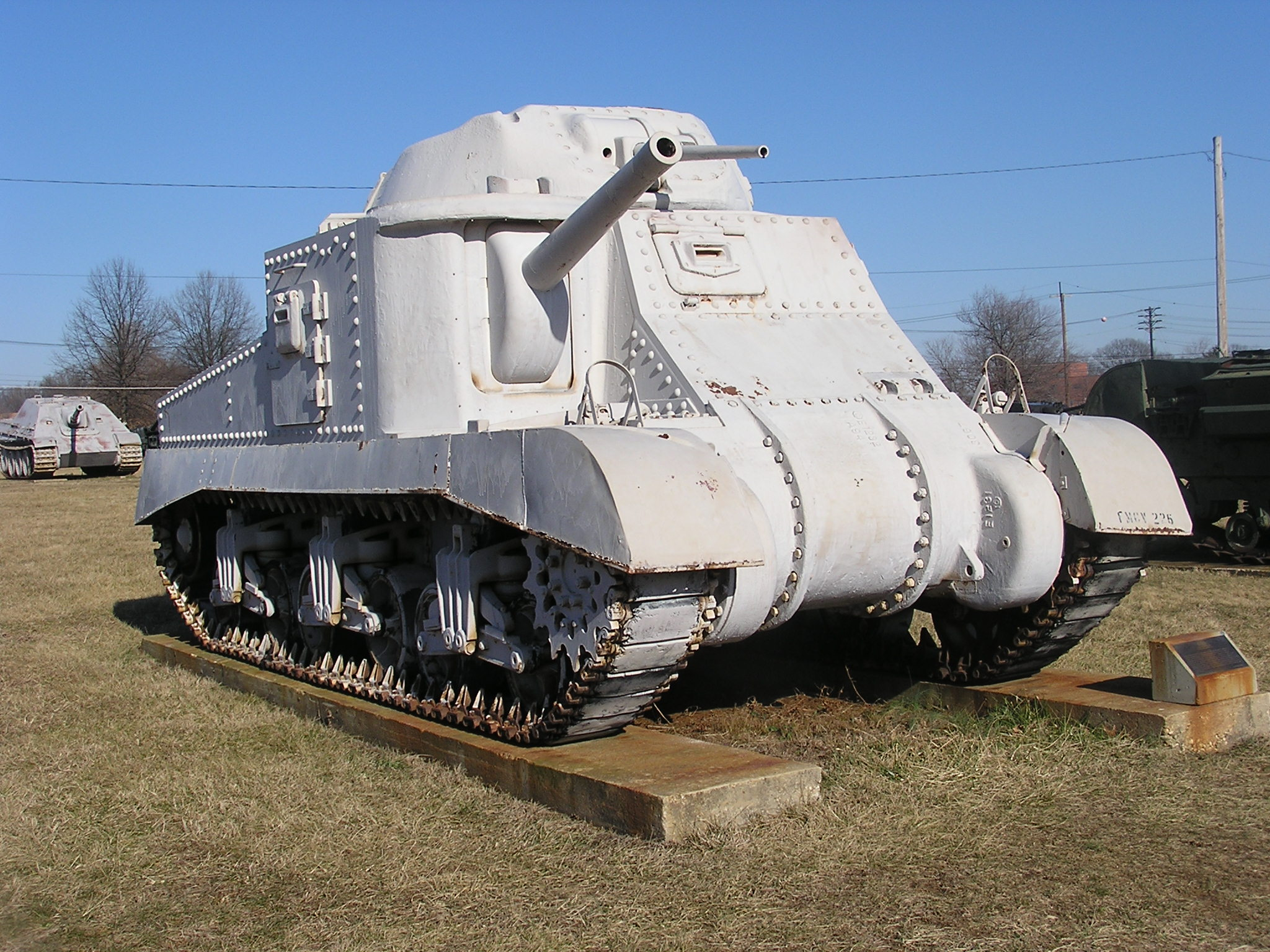
M3 Grant tại Bảo tàng hậu cần quân đội Mỹ

Loạt xe tăng hạng trung M2 là điển hình của loại xe chiến đấu bọc thép (AFV) được nhiều quốc gia sản xuất vào năm 1939. Khi Hoa Kỳ tham chiến, thiết kế của M2 là lỗi thời với một khẩu pháo chính 37 mm, giáp trước 32 mm, được trang bị chủ yếu là súng máy là có cỡ nòng to. Panzer III và Panzer IV đã rất thành công trong trận chiến nước Pháp đã khiến quân đội Mỹ ngay lập tức đặt sản xuất một chiếc xe tăng mới được trang bị với một khẩu pháo 75 mm trên tháp pháo. Đây sẽ là M4 Sherman. Tuy nhiên, cho đến khi Sherman hoàn thành thiết kế và sản xuất, thiết kế tạm thời với một khẩu súng 75 mm đã được cấp thiết hoàn thành.
M3 là giải pháp. Thiết kế của nó không bình thường bởi vì vũ khí chính là một khẩu pháo có cỡ nòng lớn 75 mm được gắn trên thân tăng làm giới hạn sự xoay chuyển. Một tháp pháo nhỏ với một khẩu pháo có cỡ nòng 37 mm và có tốc độ bắn cao. Một mái vòm nhỏ trên đỉnh tháp pháo có gắn một khẩu súng máy. Việc sử dụng hai khẩu súng chính được nhìn thấy trên Char B1 của Pháp, T-35 của Liên Xô, và Churchill Mk I của Anh. Trong mỗi trường hợp, hai vũ khí cung cấp cho các xe tăng khả năng bắn cả đạn nổ và đạn xuyên giáp chống tăng để chống lại xe tăng đối phương. M3 khác biệt chút ít so với các xe tăng này có một khẩu súng chính có thể bắn một viên đạn xuyên giáp với một sơ tốc đủ cao cho hiệu quả xuyên giáp, cũng như bắn dạn nổ đó là đủ lớn để tiêu diệt đối phương. Sử dụng pháo chính lắp trên thân tăng, thiết kế M3 được sản xuất nhanh hơn vì không cần sản xuất tháp pháo cỡ lớn. Có thể hiểu rằng các thiết kế M3 nhiều thiếu sót, nhưng Anh  lúc đó đang rất cần xe tăng.
M3 khá cao và to: bộ truyền tải chạy qua khoang kíp lái theo lồng tháp pháo với hộp số lái xe nằm phía trước. Có một số là khác biệt giữa các hệ thống phanh, với một vòng tròn chuyển 37 ft (11 m). Một lò xo đình chỉ theo chiều dọc bao gồm một con lăn trở lại được thực hiện với các đơn vị khép kín và dễ dàng thay thế chốt đến khung xe. Tháp pháo quay được do hệ thống điện thủy lực - một động cơ điện cung cấp áp lực cho động cơ thủy lực. Tháp pháo xoay một vòng sau sau 15 giây. Cùng một động cơ được cung cấp áp lực cho hệ thống ổn định súng.
Pháo 75 mm được điều khiển bởi một xạ thủ và một nạp đạn viên. Ống ngắm của pháo 75-mm là ống ngắm M1 đặt trên nóc xe. ống ngắm xoay cùng súng. Tầm ngắm đạt đến đến 3.000 yd (2.700 m)
 với những mảng dọc để hỗ trợ chụp độ võng khi ngắm một mục tiêu di động. Xạ thủ ngắm mục tiêu thông qua bánh quay hướng cho nòng súng chĩa vào mục tiêu.
Pháo 37 mm nhắm mục tiêu thông qua các kính ngắm M2, kính ngắm gắn ở mặt bên của súng. Nó cũng dùng cho súng máy đồng trục. Ống ngắm có phạm vi từ 0-1,500 yd (1.400 m) cho pháo 37-mm và từ 0-1,000 (910 m) yd cho súng máy.
Người Anh đã mua M3 khi họ bị thiếu xe tăng (Xe tăng bộ binh Matilda và xe tăng kị binh Crusader).Chuyên gia Anh đã xem mô hình thử nghiệm vào năm 1940 và xác định sai sót như thân xe cao cao, pháo lắp ở thân tăng, radio, bánh xích, giáp không đủ, và ít chú ý đến bảo khớp xích. Anh đã đồng ý đặt hàng 1.250 chiếc M3, được sửa đổi theo yêu cầu của họ theo thứ tự sau đó đã được tăng lên với hy vọng rằng đó là một chiếc xe tăng vượt trội, nó có thể thay thế xe tăng của họ. Hợp đồng đã được sắp xếp với ba công ty Mỹ, với tổng chi phí khoảng 240 triệu đô la Mỹ.

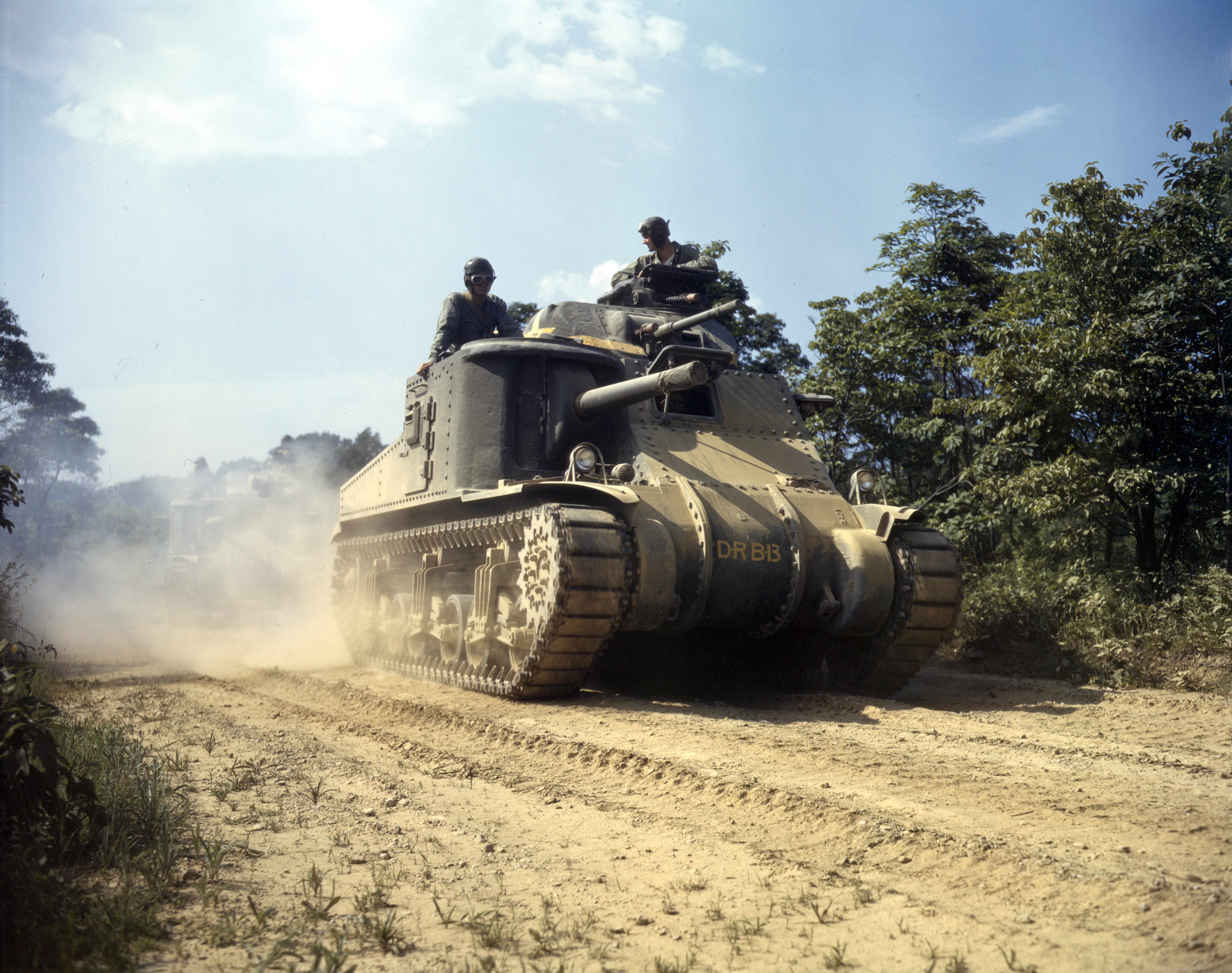
M3, Fort Knox, 1942

Các nguyên mẫu thử nghiệm đã được hoàn thành tháng 3 năm 1941 và mô hình sản xuất theo đặc điểm kỹ thuật và những chiếc xe tăng này đã xuất đầu tiên ở Anh vào tháng Bảy.. Nó có áo giáp dày hơn so với Mỹ và loại bỏ các mái vòm Mỹ cho đơn giản. Cả Hoa Kỳ và các xe tăng của Anh đã có giáp dày hơn kế hoạch. Việc thiết kế cho Anh yêu cầu kíp lái ít hơn một liên lạc viên so với phiên bản của Mỹ. Mỹ sau này cũng loại bỏ liên lạc viên ở tháp pháo và giao nhiệm vụ đó cho người lái xe.
Quân đội Mỹ sử dụng chữ "M" (Model) để chỉ gần như tất cả các xe tăng của họ. Khi quân đội Anh đã nhận được xe tăng M3 mới từ Mỹ, gây nhầm lẫn  giữa xe tăng hạng trung M3 và xe tăng hạng nhẹ M3. Quân đội Anh bắt đầu đặt tên cho xe tăng Mỹ mới nhập của họ là "Grant"
Các khung gầm và thiết bị của M3 đã được điều chỉnh bởi những người Canada cho xe tăng Ram II của họ. Thân của M3 cũng được sử dụng cho pháo tự hành và xe sửa chữa.

## Hiệu suất chiến đấu

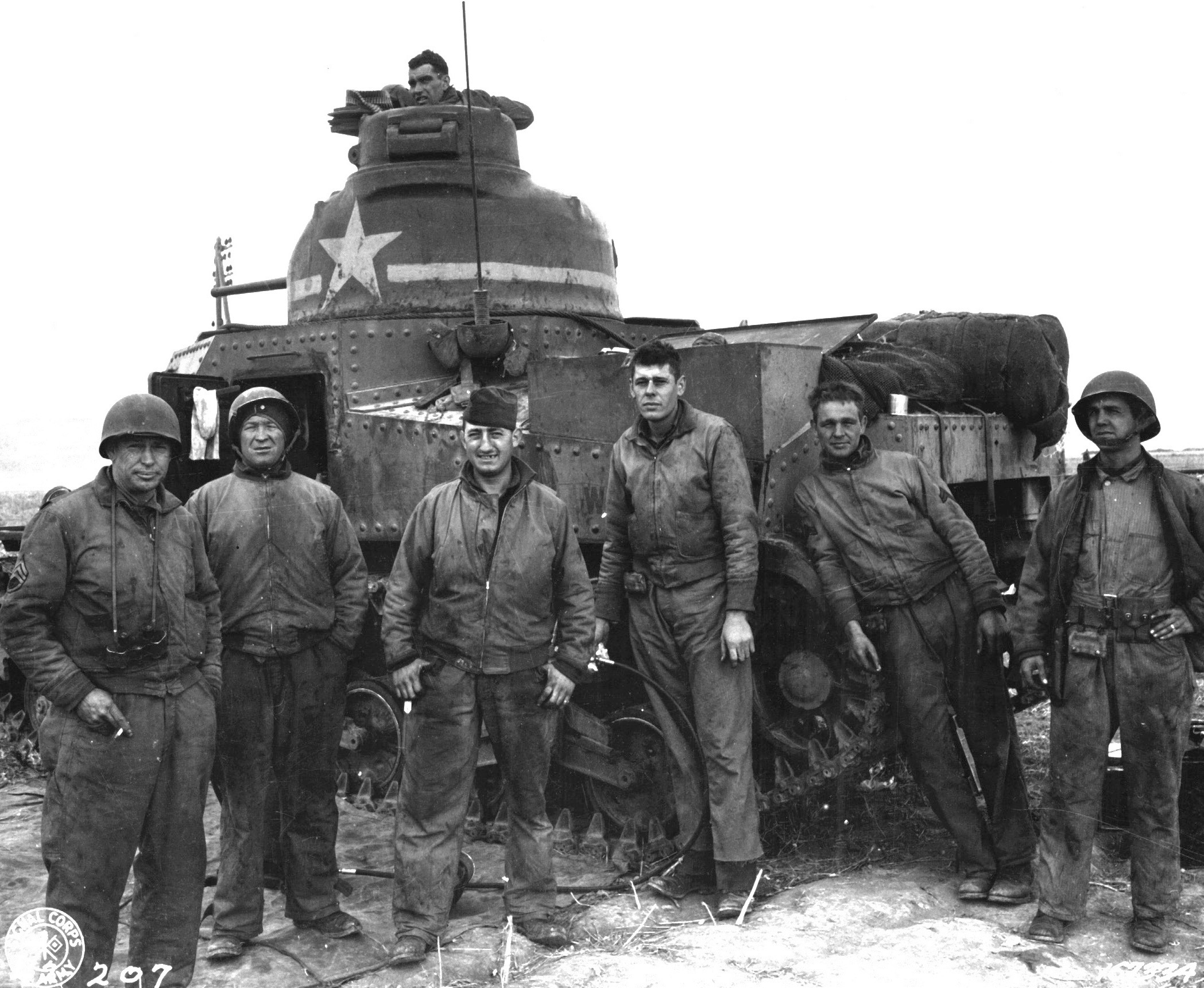
Kíp lái M3 tại Souk el Arba, Tunisia, 23 tháng 11 năm 1942

### Châu Âu và chiến trường Địa Trung Hải
Trong số chiếc 6.258 M3 sản xuất tại Hoa Kỳ, 2855 M3 chiếc được cung cấp cho quân đội Anh, và khoảng 1.386 chiếc đến Liên Xô. Do đó, M3 là một trong xe tăng đầu tiên của Mỹ trong chiến dịch Bắc Phi năm 1942. Xe tăng Grant của Anh chống lại lực lượng của Erwin Rommel trong trận trân chiến Gazala vào ngày 27 tháng năm đó. Họ tiếp tục phục vụ tại Bắc Phi cho đến khi kết thúc chiến dịch đó. Một trung đoàn phương tiện M3 cũng được sử dụng bởi Sư đoàn thgiáp 1 ở Bắc Phi. Trong chiến dịch Bắc Phi, M3 được đánh giá cao về độ bền cơ học, giáp tốt và hỏa lực mạnh.
Trong cả ba lĩnh vực này, nó có thể chống lại xe tăng Đức và pháo chống tăng kéo. Nhưng thân xe cao và thấp, thân được gắn pháo 75 mm là những nhược điểm nghiêm trọng trong chiến thuật, làm xe tăng không thể áp dụng chiến thuật " hull down"(chỉ nhô mỗi tháp pháo lên). Việc sử dụng áo giáp tán đã dẫn đến một vấn đề được gọi là "spalling," theo đó tác động của đạn đối phương sẽ gây ra các mảnh đạn gây nổ hầm đạn xe tăng. Các phiên bản sau đó đã được hàn để loại bỏ vấn đề này. M3 đã được thay thế bằng M4 Sherman ngay sau khi chúng được sản xuất, mặc dù một số M3 nhìn thấy hoạt động hạn chế trong cuộc chiến tại Normandy như xe bọc thép phục hồi.
Hơn 1.300 chiếc M3A3 và M3A5 đã được cung cấp cho Liên Xô thông qua chương trình Lend-Lease trong những năm 1942-1943. Tất cả đều là các biến thể Lee, mặc dù đôi khi chúng được gọi chung là Grant. M3 là không phổ biến trong Hồng quân, ít khi xuất hiện trong các cuộc đụng độ với chiến xa và vũ khí chống tăng của Đức. Cách gọi tên chính thức của Liên Xô là "М3с" ("М3 средний", tăng hạng trung M3) để phân biệt với từ "М3л" ("М3 лёгкий", tăng hạng nhẹ M3 Stuart). Tuy nhiên, lính Liên Xô gán cho nó biệt danh là "БМ-6 - братская могила vào шестерых" mà có thể được dịch là "ngôi mộ tập thể cho sáu người", như một cách để mỉa mai khả năng chiến đấu yếu kém của M3.
Vài chiếc đã được nhìn thấy trong chiến đấu sau khoảng giữa năm 1943, mặc dù một số M3 đã được sử dụng trên mặt trận phía Bắc trong cuộc tấn công của Hồng quân tại Litsa hướng tới Kirkenes trong tháng 10 năm 1944. Người Đức chỉ có trên mặt trận này một số ít xe tăng lỗi thời của Pháp là Hotchkiss H35 và Somua S35 mà họ đã thu được trong thời gian chiếm đóng, do đó khả năng tăng chống tăng yếu kém của M3 không phải là hạn chế quá lớn.

### Thái Bình Dương và mặt trận Trung Quốc-Miến Điện-Ấn Độ
Cuộc chiến tranh Thái Bình Dương là một cuộc chiến tranh trên đại dương chủ yếu bởi các hạm đội hải quân của Hoa Kỳ và Đế quốc Nhật Bản. Xe tăng chiến đấu đóng một vai trò thứ yếu như các trận đánh chính giữa tàu chiến và máy bay. Trong chiến dịch Thái Bình Dương, Thủy quân lục chiến Mỹ triển khai tất cả sáu tiểu đoàn xe tăng của quân đội Mỹ nhưng chỉ có 1/3 xe tăng của 70 tiểu đoàn xe tăng riêng biệt của nó, và không có bất kì sư đoàn thiết giáp ở Thái Bình Dương.
Trong trận Tarawa năm 1943, quân đội Mỹ tấn công vào đảo Makin Island gần đó. Quân đội đã được hỗ trợ bởi một trung đội xe tăng M3A5 Lee từ tiểu đoàn tăng 193 của Quân đội Mỹ, làm cho trận chiến duy nhất quân đội Mỹ chỉ sử dụng của M3 tại Mặt trận Thái Bình Dương này. M3 không được sử dụng bởi Thủy quân lục chiến Hoa Kỳ.
Khi người Anh nhận được M4 Sherman mới của họ từ Mỹ, nhanh chóng chuyển khoảng 1.700 chiếc M3 đến mặt trận Trung Quốc-Miến Điện-Ấn Độ, triển khai khoảng 800 chiếc M3 cho các lực lượng Úc và khoảng 900 xe tăng M3 cho các lực lượng Ấn Độ. Lee và Grant của Anh đã được sử dụng bởi sư đoàn 14 của Anh đã trình diễn rất tốt cho đến khi chiến tranh kết thúc. Ở vùng Viễn Đông, nhiệm vụ chính của M3 là hỗ trợ bộ binh. Nó đóng một vai trò quan trọng trong trận Imphal, trong thời gian đó, Trung đoàn xe tăng 14 của Lục quân Đế quốc Nhật Bản (bao gồm xe tăng hạng nhẹ M3 Stuart bị bắt và xe tăng Ha-Go Kiểu 95) gặp phải xe tăng hạng trung M3 lần đầu tiên. Mặc dù tốc độ đi trên dường xấu kém thấp hơn mức trung bình, M3 vẫn di chuyển rất tốt khi họ đi ngang qua các sườn đồi dốc quanh Imphal.
nó chính thức lỗi thời vào tháng 4 năm 1944, Lee đã chiến đấu chống lại Nhật Bản cho đến khi chiến tranh kết thúc. Cuối cùng, M3 tại chiến trường Trung Quốc-Miến Điện-Ấn Độ đã thực hiện tốt nhiệm vụ thiết kế ban đầu của nó là: hỗ trợ bộ binh.

### Tổng quan
Nhìn chung, M3 được sử dụng đối phó với chiến trường năm 1940. Áo giáp và hỏa lực của nó bằng hoặc cao hơn hầu hết các mối đe dọa mà nó dự kiến phải đối mặt. Khi đó, pháo có độ xuyên giáp cao chưa phổ biến trên các xe tăng Đức trên chiến trường. Tuy nhiên, tốc độ phát triển xe tăng Đức rất nhanh chóng, và có nghĩa là M3 bị vượt mặt rất nhanh chóng. Đến giữa năm 1942, với sự ra đời của xe tăng Tiger I của Đức, việc nâng cấp Panzer IV lên nòng 75 mm (2.95) KwK 40 L/43, và hơn nữa vào năm 1943, sự xuất hiện của Panther, cùng với sự sẵn có của một số lượng lớn Sherman, M3 được rút khỏi phục vụ tại chiến trường châu Âu.

## Biến thể

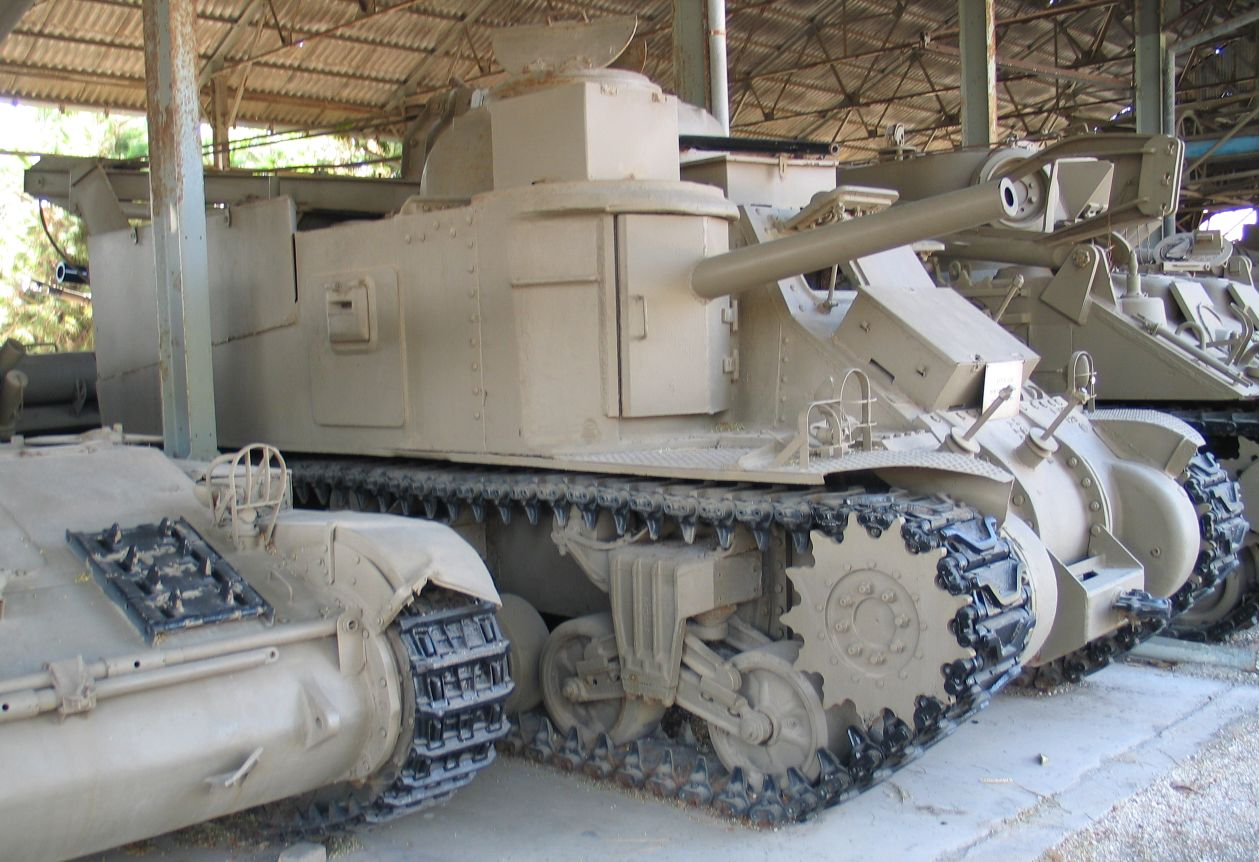
M3 với pháo ở thân xe

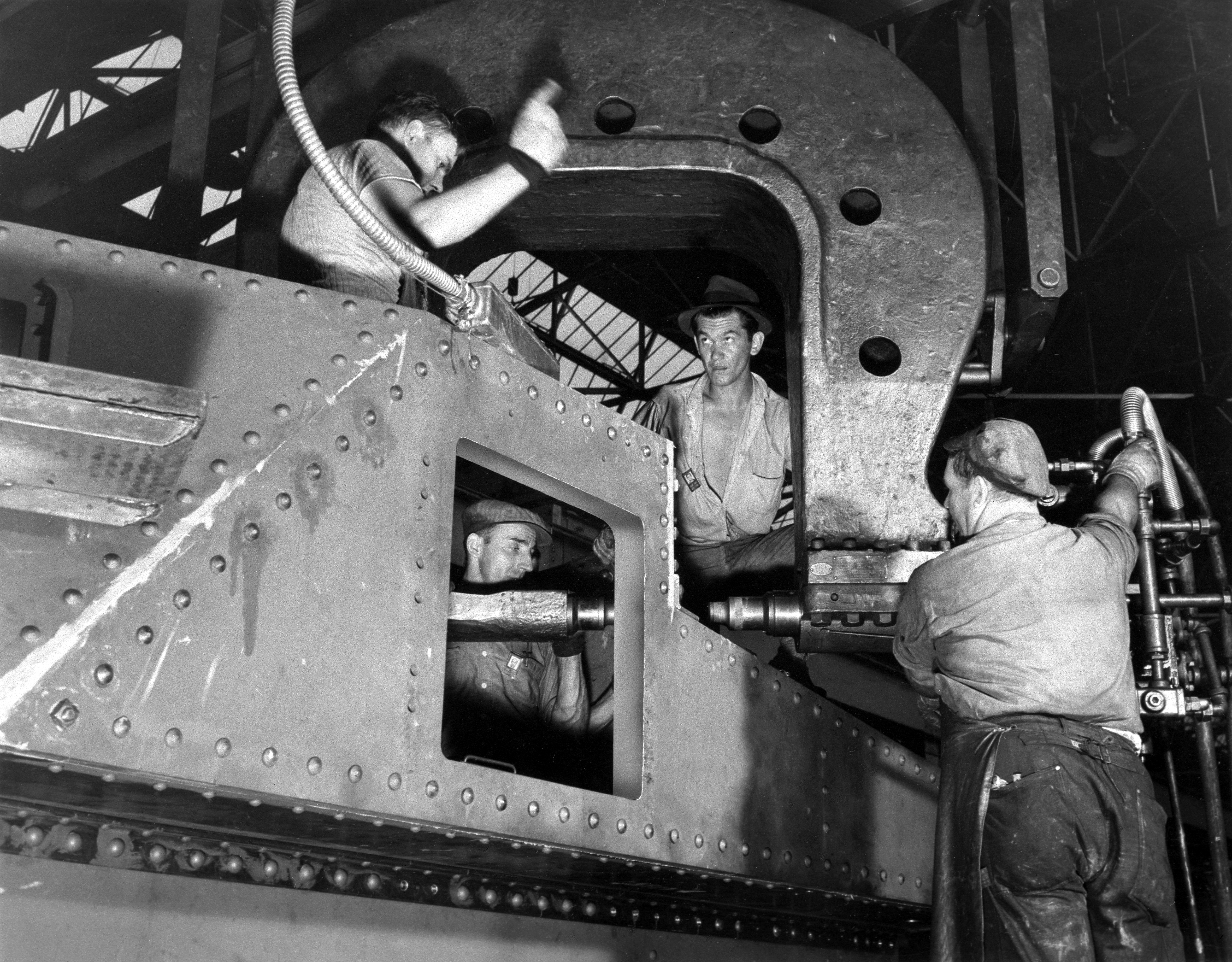
M3 Lee đang được chế tạo

British designations in parentheses

### Biến thể của Mỹ
- M3 (Lee I/Grant I).
  - Pháo chính lắp trên thân, tháp pháo cao, động cơ xăng. 4724 chiếc được sản xuất.
- M3A1 (Lee II).
  - Thân xe to hơn. 300 chiếc được sản xuất.
- M3A2 (Lee III).
  - Hàn chắc thân xe. Chỉ có 12 xe được sản xuất.
- M3A3 (Lee IV/Lee V).
  - lắp động cơ Twin GM 6-71 diesel. 322 chiếc được sản xuất.
- M3A4 (Lee VI).
  - Tán đinh thân xe, sử dụng động cơ 1 x Chrysler A-57 Multibank. 109 chiếc xuất xưởng.
- M3A5 (Grant II).
  - Sử dụng động cơ Twin GM 6-71 diesel. 591 chiếc được sản xuất.
- Xe hồi phục thiết giáp M31.
  - Dựa trên khung gầm M3
- Xe hồi phục thiết giáp M31B1.
  - Dựa trên khung gầm M3A3.
- Xe hồi phục thiết giáp M31B2.
  - Dựa trên khung gầm M3A5.
- Xe vận chuyển M33.
  - M31 TRV được chuyển đổi với vai trò máy kéo pháo, với tháp pháo bị loại bỏ thay vào là cần cẩu. 109 xe đã được chuyển đổi vào năm 1943-44.
- 'Pháo tự hành M7 Priest
  - Lắp pháo 105 mm M1/M2 dựa trên bộ truyền tải.
- Pháo tự hành 155 mm M12
  - Thiết kế để lắp lựu pháo 155 mm trên khung M3.

### Biến thể của Anh

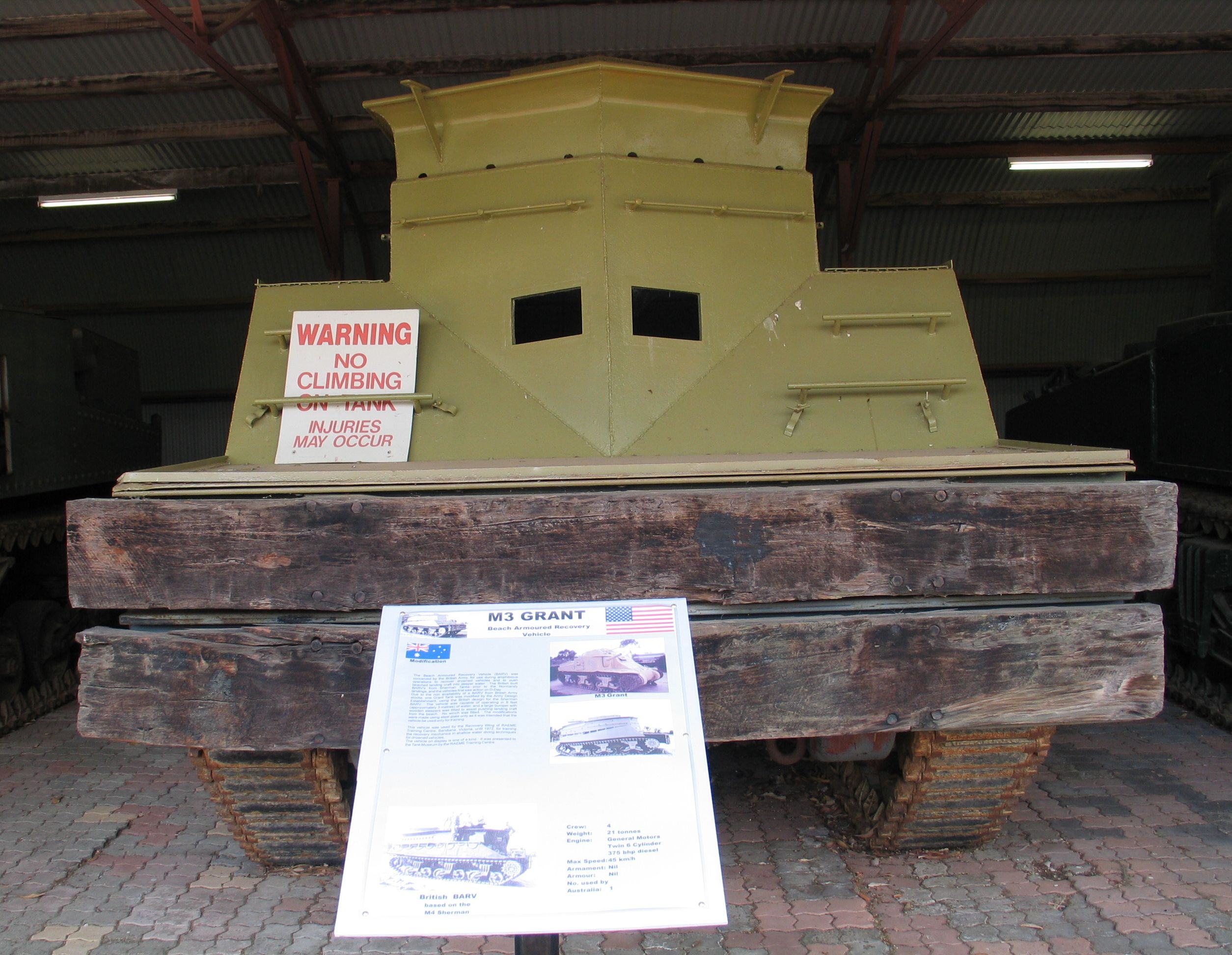
M3 của Uc

- Grant ARV

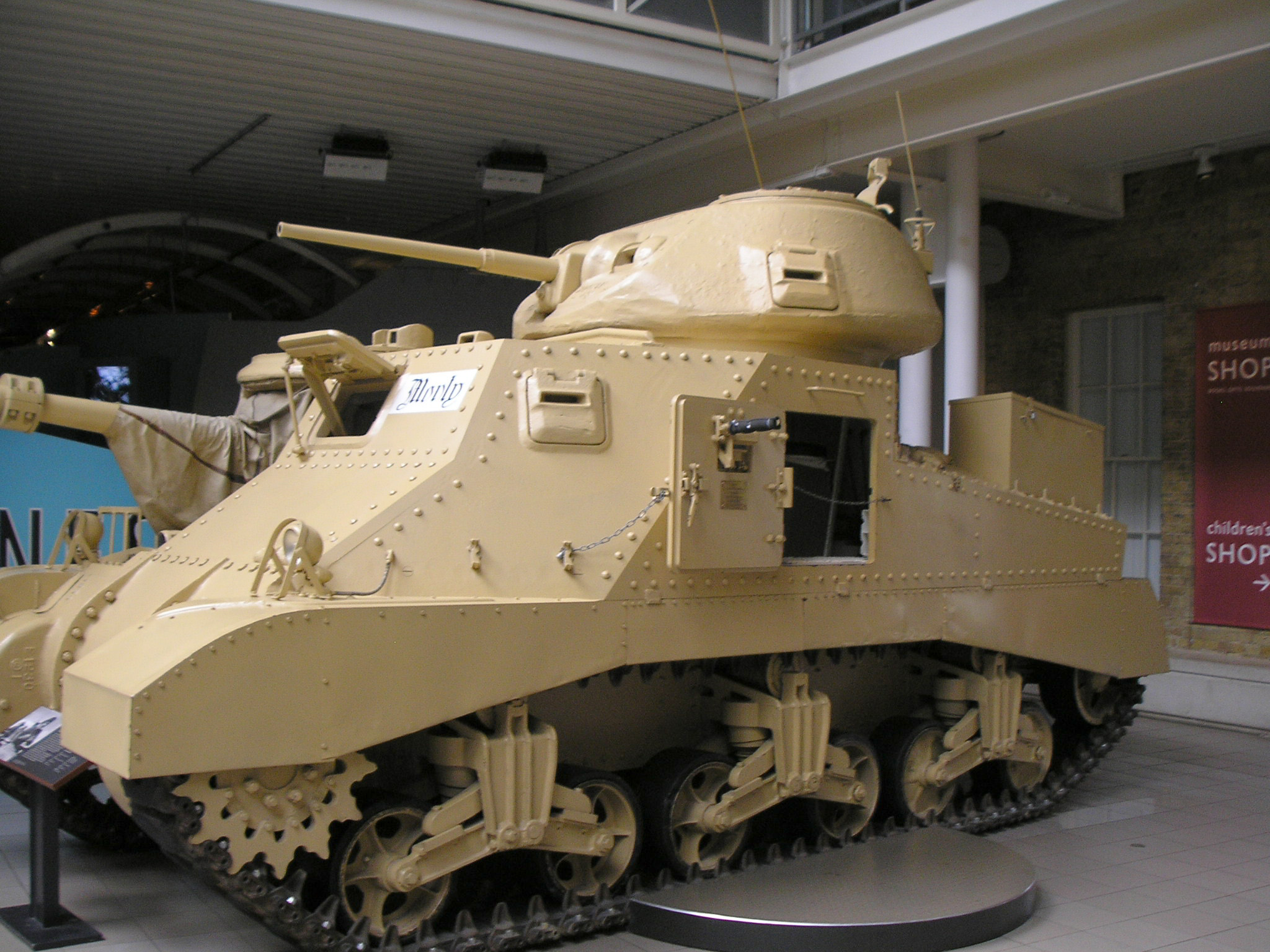
Grant được lưu giữ tại Bảo tàng chiến tranh Hoàng gia tại London

  - Grant I và Grant II được chuyển thành xe phục hồi thiết giáp.
- Grant Command
  - Grant được trang bị thêm bản đồ và radio.
- Grant Scorpion III
  - Grant with 75 mm gun removed, and fitted with Scorpion III mine flail, few made in early 1943 for use in North Africa.với sung 75 mm bị loại bỏ và thay vào đó để quét mìn.
- Grant Scorpion IV
  - Grant Scorpion III với động cơ cải tiến.
- Grant CDL
  - Ụ pháo 37 mm thay thế bằng một tháp pháo mới có chứa một đèn rọi và súng máy. 355 chiếc được sản xuất.

### Biến thể của Úc
- M3 BARV
  - 1 chiếc M3A5 Grant được chuyển đổi thành xe phục hồi thiết giáp.
- Pháo tự hành Yeramba.
  - Sử dụng pháo 25 pounder của Úc.13 xe được sản xuất vào năm 1949 trên M3A5.

## Thiết kế tương tự dựa trên khung gầm
- M4 Sherman
- Ram II
- M7 Priest
- Kangaroo
- Sexton

## Các nước sử dụng
- Australia
- Brazil
- Ấn Độ thuộc Anh
- Canada
- New Zealand
- Liên Xô

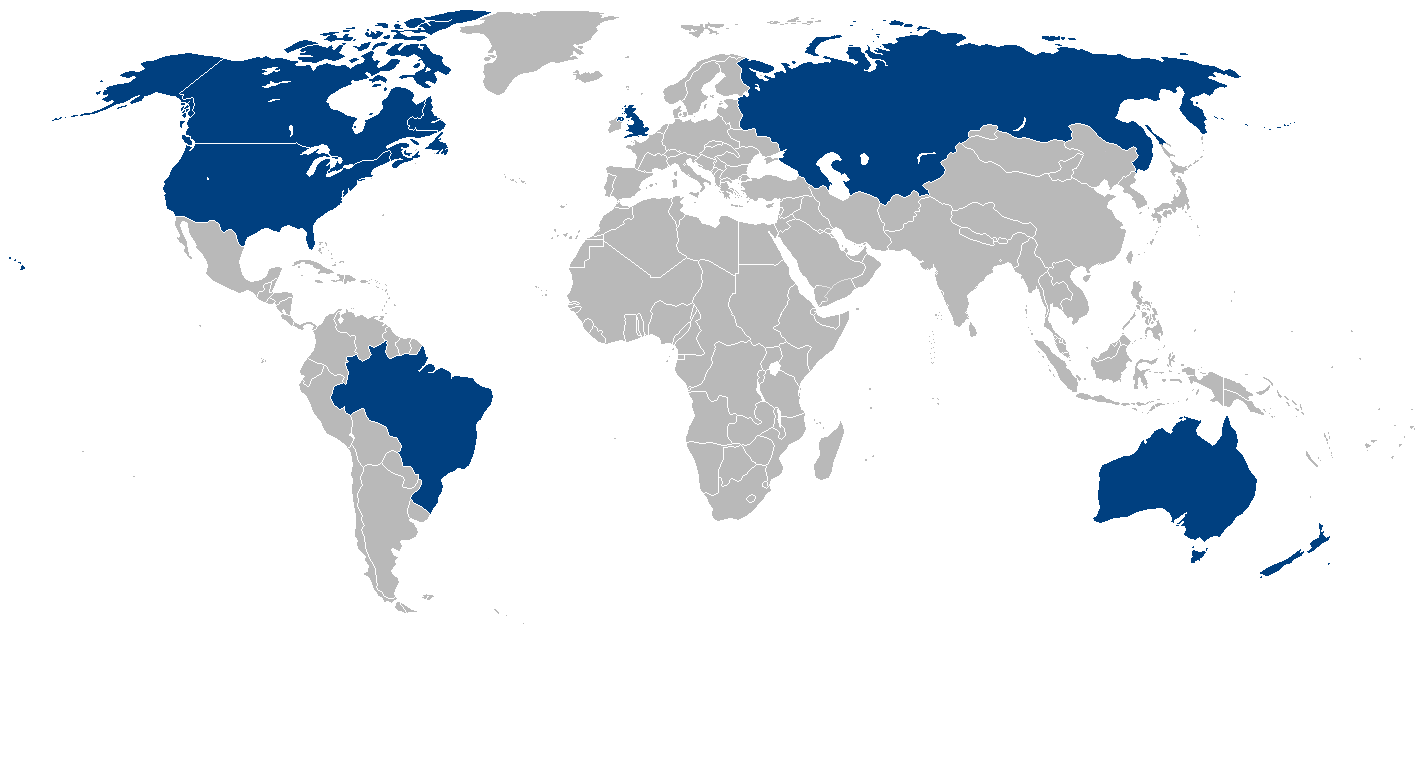
các nước sử dụng M3 trong Thế chiến thứ 2

- Vương quốc Liên hiệp Anh và Bắc Ireland
- Mỹ
- Indonesia